# 10199 Chariklo
10199 Chariklo è un asteroide centauro. Scoperto nel 1997, presenta un'orbita caratterizzata da un semiasse maggiore pari a 15,8536488 UA e da un'eccentricità di 0,1748245, inclinata di 23,37641° rispetto all'eclittica.
Ha preso il nome dalla ninfa Cariclo.

## Anelli
| Denominazione provvisoria | Distanza dal centro di Chariklo (km) | Estensione (km) |
| ------------------------- | ------------------------------------ | --------------- |
| 2013C1R                   | 391                                  | 7               |
| 2013C2R                   | 405                                  | 3               |

In un articolo su Nature, pubblicato il 26 marzo 2014, si annuncia la scoperta, da parte di un team coordinato da Felipe Braga-Ribas, di un sistema di anelli di detriti, molto simile a quelli di Saturno e degli altri pianeti giganti, in orbita attorno a Chariklo.
La scoperta è avvenuta osservando l'occultazione della stella UCAC4 248-108672 avvenuta il 3 giugno 2013 con sette diversi telescopi. Questo rende Chariklo il più piccolo oggetto conosciuto del sistema solare a possedere un sistema di anelli .
Attraverso l'analisi della variazione dello spettro complessivo di Chariklo, si ritiene che tale sistema di anelli sia composto almeno parzialmente da acqua ghiacciata.La presenza certa di ghiaccio cristallino, probabile indice di continue micro-collisioni che espongono materiale incontaminato o innescano processi di cristallizzazione, è stata evidenziata durante un programma di osservazione effettuato dal telescopio Webb che ha studiato il centauro durante una fase di occultazione di una stella.
Pare inoltre che il sistema di anelli sia confinato da una luna dell'asteroide che però, al momento, non è ancora stata osservata.